# Kaaskerke
Kaaskerke is een dorp in de Belgische provincie West-Vlaanderen aan de IJzer, en een deelgemeente van Diksmuide. Het werd in 1965 samen met Esen bij de stad Diksmuide gevoegd, waarmee het qua bebouwing een aaneengesloten geheel vormt, maar wordt wel door de IJzer van Diksmuide-stad gescheiden.

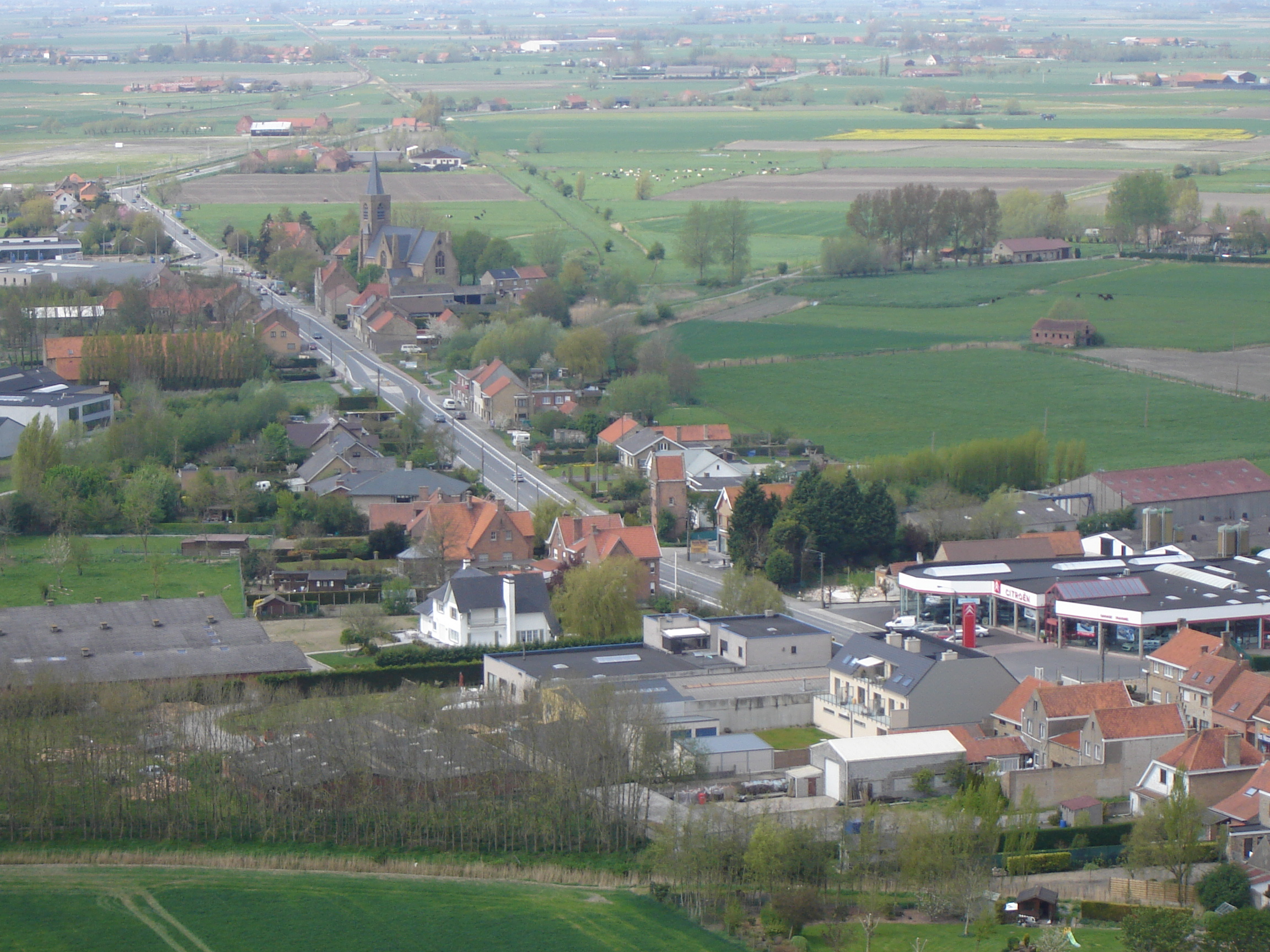
Zicht op Kaaskerke

## Geschiedenis
In 1807 werd een Gallo-Romeinse grafvondst ontdekt, die uit de 2e of 3e eeuw n.Chr. stamt, wat wijst op bewoning in die tijd. In 1066 werd het Vrije van Rijsel gesticht, waartoe ook een deel van Kaaskerke behoorde. Het was afhankelijk van het Sint-Pieterskapittel te Rijsel.
Vanaf de eerste helft van de 12e eeuw werden de Middellandpolders aangelegd en splitste de parochie van Kaaskerke zich af van die van Esen. In 1215 werd Kaaskerke voor het eerst vermeld als Caesekinskerke. Waarschijnlijk werd de parochie in de 13e eeuw al afhankelijk van het Sint-Donaaskapittel te Brugge. De godsdiensttwisten in de 2e helft van de 16e eeuw leidden tot een zekere ontvolking van de streek. Van 1584-1591 werd Veurne-Ambacht heroverd door de Spaansgezinden onder Alexander Farnese, en daarna werd de antipenetratielinie aangelegd om invallen vanuit het Calvinistische Oostende tegen te gaan. Het Fort Ter Hoogebrugge bij de IJzer maakte daar onderdeel van uit. Dit fort werd in 1645 door de Fransen belegerd en in 1668 kwam Kaaskerke bij Frankrijk krachtens de Vrede van Aken om in 1713 krachtens de Vrede van Utrecht weer aan de Zuidelijke Nederlanden te komen.
Halverwege de 19e eeuw werd de verharde weg van Diksmuide naar Veurne langs Kaaskerke aangelegd, met een aftakking naar Oudekapelle. In 1858 respectievelijk 1868 volgden de spoorlijnen Spoorlijn 73 en Spoorlijn 74, welke de Dorpsstraat kruisten maar van onbewaakte spoorwegovergangen waren voorzien.
De Slag om de IJzer vond plaats in oktober 1914, en daarbij kwam de Duitse opmars tot staan en begon een loopgravenoorlog waarvan de dodengang nog een getuige is. Kaaskerke werd zwaar getroffen. In 1919 begon de wederopbouw, waaraan architect René Buyck een belangrijke bijdrage heeft geleverd. Het nieuwe dorp werd ten zuiden van het oude dorp opgebouwd, mede om gevaarlijke spoorwegovergangen te vermijden. Later werd ook de IJzertoren gebouwd (1928-1930), welke in 1946 werd opgeblazen, waarna een nieuwe tot stand kwam (1952-1965).

## Bezienswaardigheden

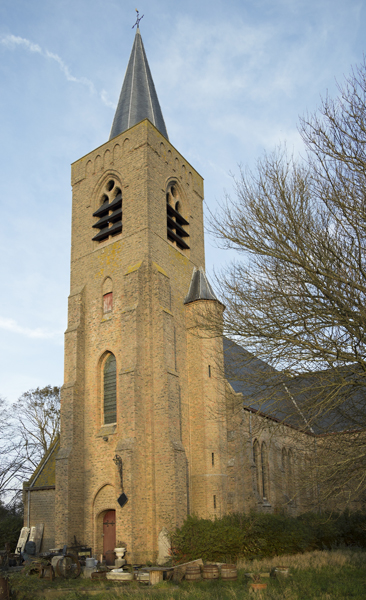
Sint-Bartholomeuskerk

- De IJzertoren staat in Kaaskerke en daar vindt dus ook jaarlijks de IJzerbedevaart plaats.
- Wat verder stroomafwaarts langs de IJzer ligt als overblijfsel uit de Eerste Wereldoorlog ook de Dodengang.
- De Sint-Bartholomeuskerk was parochiekerk tot 2003, gewijd aan Sint-Bartholomeus. De parochie werd opgeheven in 2003, en kwam aan de Sint-Niklaasparochie van Diksmuide.

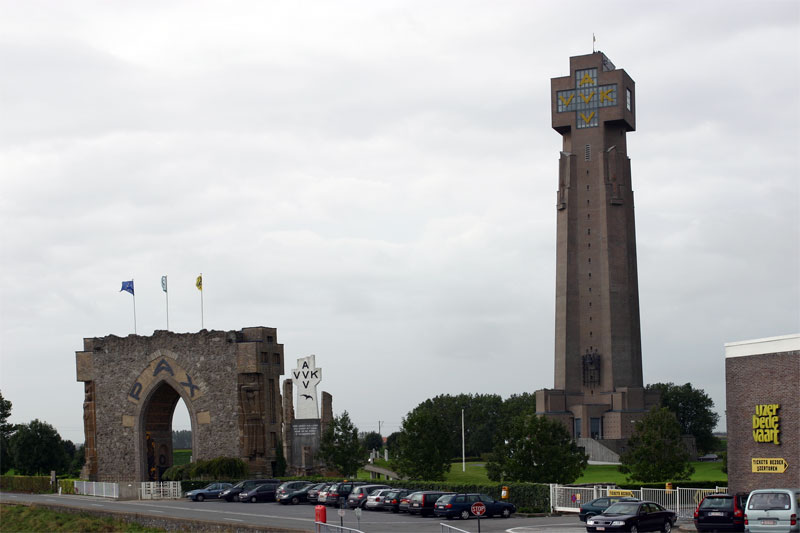
De IJzertoren met daarvoor de Paxpoort, in Kaaskerke

## Natuur en landschap
Kaaskerke ligt in de Middellandpolders van het West-Vlaamse poldergebied op een hoogte van ongeveer 2 meter. Ten oosten van Kaaskerke stroomt de IJzer. Een kleinere waterloop is de Vlavaart. De Frontzate is de naam van de voormalige spoorlijn 74 van station Kaaskerke naar Nieuwpoort, die tegenwoordig tot een fietspad is omgevormd.

## Demografische evolutie
Bronnen: NIS - Opm:1831 t/m 1961=volkstellingen; 1964= inwonertal op 31 december

## Politiek
Kaaskerke had een eigen gemeentebestuur en burgemeester tot de fusie in 1965 met Diksmuide. Burgemeesters waren:
- 1823-1830: Henricus Lowagie (1785-1844)
- 1831-1848: Joannes-Baptiste Vandewoude (1796-1876)
- 1849-1862: Pieter Jacobus Troost (1788-1862)
- 1863-1884: Augustinus Troost (1823-1886)
- 1885-1887: Louis Vanstechelman
- 1888-1924: Arthur Vandewoude (1854-1935)
- 1925-1938: Emile Goemaere (1872-1942)
- 1939-1947: Omer De Grave (1895-1979)
- 1948-1965: Henri Tilleman (1905-1991)

Na de fusie met Diksmuide wordt burgemeester Henri Tilleman gemeenteraadslid in Diksmuide tot en met 1977.

## Religieuzen
In Kaaskerke waren de volgende kloostergemeenschappen werkzaam: 
- 1914-1920: congregatie zusters van Woumen
- 1921-1975: congregatie zusters van de H. Vincentius van Gits

## Nabijgelegen kernen
Diksmuide, Sint-Jacobs-Kapelle, Oudekapelle, Oostkerke, Stuivekenskerke
Deelgemeenten: Beerst · Diksmuide · Esen · Kaaskerke · Keiem · Lampernisse · Leke · Nieuwkapelle · Oostkerke · Oudekapelle · Pervijze · Sint-Jacobskapelle · Stuivekenskerke · Vladslo · Woumen

Belgische gemeenten · Arrondissement Diksmuide · West-Vlaanderen · Vlaanderen